# Saultain
Saultain är en kommun i departementet Nord i regionen Hauts-de-France i norra Frankrike. Kommunen ligger i kantonen Valenciennes-Est som tillhör arrondissementet Valenciennes. År 2022 hade Saultain 2 526 invånare.

## Befolkningsutveckling
Antalet invånare i kommunen Saultain
| Referens: INSEE |